# Xylopteryx lucidiscata
Xylopteryx lucidiscata är en fjärilsart som beskrevs av Walker 1862. Xylopteryx lucidiscata ingår i släktet Xylopteryx och familjen mätare. Inga underarter finns listade i Catalogue of Life.